# ولادیمیر ماتیویچ
ولادیمیر ماتیویچ (بوسنیایی: Vladimir Matijević؛ زادهٔ ۲ ژانویهٔ ۱۹۵۷) بازیکن سابق فوتبال اهل بوسنی و هرزگوین است.
وی به‌همراه تیم ملی فوتبال یوگسلاوی در بازی‌های المپیک تابستانی ۱۹۸۰ شرکت کرده و به مقام چهارم رسیده است.